# Canhoso
Canhoso ist ein Ort und eine ehemalige Gemeinde (Freguesia) im portugiesischen Kreis Covilhã. Die Gemeinde hatte 2249 Einwohner (Stand 30. Juni 2011).
Am 29. September 2013 wurden die Gemeinden Canhoso, Covilhã (Conceição), Covilhã (Santa Maria), Covilhã (São Martinho) und Covilhã (São Pedro) zur neuen Gemeinde União das Freguesias de Covilhã e Canhoso zusammengeschlossen.